# Narcinidae
Bedövningsrockor Narcinidae är en familj av broskfiskar som ingår i ordningen darrockeartade rockor. Familjen utgörs av 32 beskrivna arter.
Arternas främre kropp är en avplattad rund skiva och bakre kroppen är tjock med en tydlig stjärtfena. Skivan är ganska tjock vid kanterna. Typisk är små tänder. Arterna har ett elektroorgan nära ögonen som liknar en njure i formen. Familjens medlemmar har två ryggfenor. Hår eller fjäll saknas.
Familjen Narcinidae förekommer i alla tropiska och subtropiska hav. Exemplaren har små fiskar och olika ryggradslösa djur som föda. Äggen kläcks i honans kropp.
Det vetenskapliga namnet för typsläktet Narcine är bildat av det gammalgrekiska ordet narke (bedövning).
Släkten enligt Catalogue of Life:
- Benthobatis
- Diplobatis
- Discopyge
- Narcine